# Australohydnum
Australohydnum is een geslacht van schimmels dat tot de orde Irpicaceae behoort. Het bevat alleen Australohydnum dregeanum. De familie is nog niet met zekerheid bepaald (Incertae sedis).